# 関東御領
関東御領（かんとうごりょう）は、鎌倉幕府の財源、経済基盤となっていた荘園・公領。

## 概要
起源は、鎌倉幕府成立以前に源氏（源頼朝）が本家・領家として所有していた荘園群や国衙領である。これに平氏滅亡の際、平氏一門が持っていた荘園（平家没官領）を組み入れて継承した。更に承久の乱で後鳥羽上皇側について処分された者の没官領も含まれていたと考えられている。ただし、残存する記録が少ないため、関東御領の実際の規模や経営内容に関しては不明な部分も多い。かつて、牧健二が関東御領を「鎌倉殿を本所・領家とする荘園・公領」と位置づけてこれが通説となっているが、実際には1260年代以後には御家人の所領（地頭職・没官領など）を含めた武家領全般（本所領と対になる概念）の意味でも用いられ、以後の文書では両方の意味が混在している。更に14世紀には得宗の所領を関東御領と記した文書も登場する（得宗専制の下で得宗が鎌倉幕府の実質的な長になったため）。
実際の支配は御家人を地頭や預所に任じて政所や六波羅探題がこれらを統括して、荘園から上げられた年貢や公事が幕府の財政に充てられた。
当初は将軍家の私財的要素が強く将軍直轄領であったが、幕府運営が将軍独裁から合議制に切り替わると御家人の共有財産へと変わった。更に得宗専制期に入ると、北条氏の関与が強まっていくことになる。